# Zeche Vereinigte Adolar
Die Zeche Vereinigte Adolar im Sprockhöveler Stadtteil Hiddinghausen ist ein ehemaliges Steinkohlenbergwerk. Die Zeche befand sich im Schlagebachtal östlich vom Pleßbach.

## Geschichte

### Die ersten Jahre
Am 15. Mai des Jahres 1847 wurde ein Geviertfeld verliehen. Im Anschluss an die Verleihung wurde das Bergwerk in Betrieb genommen. Zunächst wurde mit mehreren Stollen Stollenbau betrieben. Später wurde das Bergwerk in Fristen gesetzt, der genaue Zeitpunkt ist nicht genannt. Ab dem Jahr 1898 wurde das Bergwerk erneut in Betrieb genommen. Es wurde ein tonnlägiger Schacht geteuft. Der Schacht wurde bis in das Hauptflöz Adolar geteuft. Bei einer flachen Teufe von 20 Metern wurde die 1. Sohle angesetzt. Die Wasserableitung der Grubenwässer erfolgte durch ein Talsohlenort, das sich 30 Meter unterhalb des Schachtes befand. Im selben Jahr wurde mit der Förderung begonnen. Im Jahr 1899 wurde im Förderschacht bei einer Teufe von 11 Metern eine Wettersohle angesetzt. Außerdem wurde in diesem Jahr mit den Teufarbeiten für einen Wetterschacht begonnen. Der Wetterschacht wurde in einer Entfernung von 400 Metern vom Förderschacht angesetzt. Im Jahr 1901 erreichte der tonnlägige Förderschacht eine flache Teufe von 175 Metern, bei einer flachen Teufe von 170 Metern wurde eine Tiefbausohle angesetzt. Die seigere Teufe der Tiefbausohle lag bei 84 Metern, sie lag somit bei +86 Meter NN.

### Die weiteren Jahre
Im Jahr 1903 kam es zum Absaufen der Grubenbaue. Am 16. Dezember desselben Jahres wurde eine Dampfwasserhaltung aufgestellt. Ab dem 1. Januar des Jahres 1904 wurde die Förderung eingestellt. Ab dem 21. August des Jahres 1905 wurde mit dem Sümpfen begonnen und ab dem 1. Dezember desselben Jahres wurde die Förderung wieder aufgenommen. Im Jahr 1906 wurde damit begonnen, einen weiteren Schacht zu teufen. Der Schacht wurde als tonnlägiger Schacht erstellt und erhielt den Namen Schacht 2. Außerdem wurde das Grubenfeld der Zeche Schwan erworben. Im Jahr 1907 erreichte der Schacht 2 das Ort 10. Zum übertägigen Transport der Kohlen zum Bahnhof Hiddinghausen wurde eine Schmalspurbahn erbaut. Im selben Jahr wurden die beiden stillliegenden Zechen Sunderbank und Vereinigte Verborgenglück erworben. Im Jahr 1908 wurde ein Abhauen vom Ort 10 bis zum Muldentiefsten erstellt, das Muldentiefste lag bei einer flachen Teufe von 150 Metern. Im Flöz Wasserbank wurde ab Ort 10 ein Aufhauen bis nach über Tage erstellt. Außerdem wurde in diesem Jahr die Zeche Harmonie erworben. Im Jahr 1909 wurde damit begonnen, den seigeren Förderschacht Rudolf abzuteufen. Im selben Jahr erreichte der tonnlägige Schacht 2 eine flache Teufe von 300 Metern. Die Berechtsame umfasste nun die Geviertfelder Ellypse, Minna, Scheideweg, Schwan, Vereinigte Verborgenenglück und Adolar, sowie weitere nicht namentlich erwähnte Längenfelder. Das Grubenfeld hatte somit eine Fläche von acht Quadratkilometern. Vom 25. Mai bis zum 27. November des Jahres 1909 kam es zur Konsolidation mit der Zeche Glückauf Barmen. Durch den Bau der Kleinbahn Bossel–Blankenstein erhielt die Zeche 1910 einen normalspurigen Gleisanschluss, auf dem ab 23. August 1912 auch Werkspersonenverkehr durchgeführt wurde. Gleichzeitig wurde die Schmalspurbahn zum Bahnhof Hiddinghausen stillgelegt.

## Förderung und Belegschaft
Die ersten bekannten Förder- und Belegschaftszahlen stammen aus dem Jahr 1898, damals waren 12 Bergleute auf dem Bergwerk beschäftigt, die eine Förderung von rund 400 Tonnen Steinkohle erbrachten. Im Jahr 1900 förderten 42 Bergleute 9384 Tonnen Steinkohle. Die letzten bekannten Förder- und Belegschaftszahlen des Bergwerks stammen aus dem Jahr 1905, in diesem Jahr wurden mit vier Bergleuten 122 Tonnen Steinkohle gefördert.

## Was geblieben ist
Von den Tagesanlagen der Zeche Vereinigte Adolar sind noch zwei Gebäude erhalten, außerdem ist auch die Trasse des Anschlussgleises der Kleinbahn noch gut zu erkennen.